# Petrogrand
Petrogrand AB är ett svenskt oljeföretag verksamt i Tomsk, Ryssland. Företaget hette tidigare Malka Oil men har efter en omstrukturering där bl.a. alla oljetillgångar avyttrades till Gazprom bytt namn till Petrogrand.  Företaget är noterat på First Norths Stockholmslista. De största ägarna i bolaget är Länsförsäkringar, Metroland och Stenasfären.
Petrogrands övergripande affärsidé är att bedriva oljeproduktion genom förvärvade ryska oljebolag och oljelicenser. Petrogrand skall även förvalta och förädla ryska oljetillgångar samt vid gynnsamma tillfällen avyttra upparbetade tillgångar och licenser.
Målet är att genom investeringar i den ryska oljesektorn bli ett av Sveriges ledande oljebolag på den ryska marknaden.

## Verksamhet
Petrogrand har via statliga auktioner de senaste åren införskaffat licensområdena Nizjnepaninskij och Muromskij-2. Dessa två licensområden håller i dagsläget (aug 2012) på att utvecklas med målsättningen att påbörja testproduktion under 2013. De två fälten har i dagsläget tillsammans ca 550 miljoner fat oljeekvivalenter i P3 reserver. 